# Черепов, Антон Андреевич
Антон Андреевич Черепов (1789—1841) — генерал-майор, командир Алексопольского егерского полка, комендант крепости Святых Петра и Павла.

## Биография
Антон Андреевич Черепов родился в дворянской семье в 1789 году, воспитывался в Дворянском полку и в 1809 году выпущен во 2-й егерский полк прапорщиком.
В 1812 году за отличие при отражении вторжения Наполеона был пожалован орденом св. Анны 4-й степени. Вслед за тем в 1813 и 1814 годах принимал участие в Заграничном походе.
Состоя в чине подполковника (c 1819 года), Черепов переведён был в 1827 году в 1-й егерский полк, в 1828 году — в Новоингерманландский пехотный полк, и в 1829 году — в 4-й морской полк.
3 декабря 1834 года за беспорочную выслугу 25 лет в офицерских чинах он был награждён орденом св. Георгия 4-й степени (№ 4951 по кавалерскому списку Григоровича — Степанова).
Произведённый в 1831 году в полковники, он состоял с 1832 по 1835 год командиром Алексопольского егерского полка, а в 1835 году назначен состоять при инспекторе резервной пехоты.
В августе 1836 года Черепов был назначен комендантом крепости Св. Петра и Павла по Сибирской линии, в сентябре того же года вновь назначен состоять при инспекторе резервной пехоты, а в декабре того же года назначен командиром резервной бригады 10-й пехотной дивизии.
Произведённый в 1839 году в генерал-майоры, он был уволен в отставку в декабре того же года.
Антон Андреевич Черепов скончался в 1841 году.